# Səmədabad (Goranboy)
Səmədabad è un comune dell'Azerbaigian situato nel distretto di Goranboy. Conta una popolazione di 1 245 abitanti.